# Cumbre de la Tierra

Bandera de las Naciones Unidas.

Cumbre de la Tierra (también conocida como Cumbre del Clima) es la expresión que se utiliza para denominar las Conferencias de Naciones Unidas sobre el Medio ambiente y su Desarrollo, un tipo excepcional de encuentro internacional entre jefes de Estado de todos los países del mundo, con el fin de alcanzar acuerdos sobre el medio ambiente, desarrollo, cambio climático, biodiversidad y otros temas relacionados.
La primera Cumbre del Clima se realizó en Estocolmo (Suecia), del 5 al 16 de junio de 1972. Veinte años después se realizó la segunda en Río de Janeiro (Brasil), del 2 al 13 de junio de 1992. La tercera se realizó en Johannesburgo (Sudáfrica), del 23 de agosto al 5 de septiembre del 2002. La cuarta cumbre se reunió en junio de 2012 en Río de Janeiro, bajo la denominación de Conferencia de Desarrollo Sostenible.

## Cumbre de la Tierra de Estocolmo (1972)
La Conferencia de Naciones Unidas sobre el Medio Humano (conocida posteriormente como Cumbre de la Tierra de Estocolmo) fue una conferencia internacional convocada por la Organización de Naciones Unidas celebrada en Estocolmo, Suecia entre el 5 y el 16 de junio de 1972. Fue la primera gran conferencia de la ONU sobre cuestiones ambientales internacionales, y marcó un punto de inflexión en el desarrollo de la política internacional del medio ambiente. Asistieron a ella representantes de 113 Estados miembros de las Naciones Unidas, así como miembros de los organismos especializados de la Organización.

## Cumbre de la Tierra de Río de Janeiro (1992)

Cumbre de Río, 1992

En la Cumbre de la Tierra de Río de Janeiro, participaron 172 gobiernos, incluidos 108 jefes de Estado y de Gobierno. Unos 22.400 representantes de organizaciones no gubernamentales (ONGs) atendieron, junto a 2005 personas aproximadamente en el Foro de ONG que se convocó paralelamente y al que se atribuyó estatus consultivo.
Los temas tratados incluían: 
- Escrutinio sistemático de patrones de producción — especialmente de la producción de componentes tóxicos como el plomo en la gasolina y los residuos contaminantes.
- Fuentes alternativas de energía para el uso de combustibles fósiles, vinculados al cambio climático global.
- Apoyo al transporte público para reducir las emisiones de los vehículos, la congestión en las ciudades y los problemas de salud causado por la polución.
- La creciente escasez de agua.

Los principales logros de la Conferencia fueron el Convenio sobre la Diversidad Biológica y la Convención Marco sobre el Cambio Climático, que más tarde llevaría al Protocolo de Kioto sobre el cambio climático y al Acuerdo de París. 

### Documentos de la Cumbre de la Tierra de Río de Janeiro
Los documentos resultantes de las cumbres de la Tierra son los siguientes: 
- Declaración de Río sobre el Medio Ambiente y el Desarrollo[2]
- Programa 21[3][4]
- Convenio sobre la Diversidad Biológica[5]
- Convención Marco sobre el Cambio Climático
- Principios relativos a los Bosques
- Al mismo tiempo, se iniciaron negociaciones con miras a una Convención de Lucha contra la Desertificación, que quedó abierta a la firma en octubre de 1994 y entró en vigor en diciembre de 1996.[6]

## Cumbre de la Tierra de Johannesburgo (2002)
En la Cumbre de la Tierra de Johannesburgo, participaron alrededor de 180 gobiernos. En esta cumbre se acordó mantener los esfuerzos para promover el desarrollo sostenible, mejorar las vidas de las personas que viven en pobreza y revertir la continua degradación del medio ambiente.
Ante la pobreza creciente y el aumento de la degradación ambiental, la Cumbre ha tenido éxito en establecer y crear, con urgencia, compromisos y asociaciones dirigidas a la acción, para alcanzar resultados mensurables en el corto plazo. El principal objetivo de la Cumbre es renovar el compromiso político asumido hace trece años con el futuro del planeta mediante la ejecución de diversos programas que se ajustaban a lo que se conoce como "desarrollo sostenible".

## Cumbre Río+20 (2012)
El martes 19 de junio las 193 delegaciones que participan en la Conferencia de desarrollo sostenible de Naciones Unidas "Rio+20" alcanzaron un acuerdo de mínimos sobre el borrador de conclusiones titulado «El futuro que queremos» que tendría que ser aprobado por los más de 100 jefes de Estado y de Gobierno que asistirían a la cumbre (con importantes ausencias como Barack Obama, Angela Merkel o David Cameron). Las organizaciones ecologistas y ambientales calificaron el texto de "decepcionante" o de "fracaso colosal". « Una madrugada de negociaciones para que los diplomáticos acaben decepcionando al mundo. Deberían sentir vergüenza de su incapacidad para alcanzar un acuerdo en un asunto tan crucial», declaró Jim Leape, director general de la ONG ecologista WWF.
El viernes 22 de junio se clausuró la Conferencia con un documento de mínimos. El Gobierno brasileño insistió, sin embargo, en que el éxito de Río+20 radicaba en que 193 naciones habían alcanzado un consenso rápidamente y sin entrar en amargas discusiones.